# Kungajakt (film)
Kungajakt är en svensk film från 1944 i regi av Alf Sjöberg.

## Handling
Filmen utspelar sig på 1780-talet. Ryssarna planerar att störta Gustav III från den svenska tronen och löjtnant Rehusen försöker stoppa dem, samtidigt som han strider för sin kung strider han också för sin kärlek.

## Om filmen
Premiär den 21 januari 1944 på Palladium i Stockholm.

## Rollista i urval
- Inga Tidblad - Cathérine von Wismar
- Lauritz Falk - löjtnant Rehusen
- Holger Löwenadler - Carl Gustav von Wismar
- Erik Berglund - Tarnow, ryss
- Erik Hell - Möllersten
- Stig Järrel - Riddercrantz
- Frank Sundström - Gustav III
- Hugo Björne - Adlerhjelm
- Björn Berglund - Manderberg